# Craigston Castle

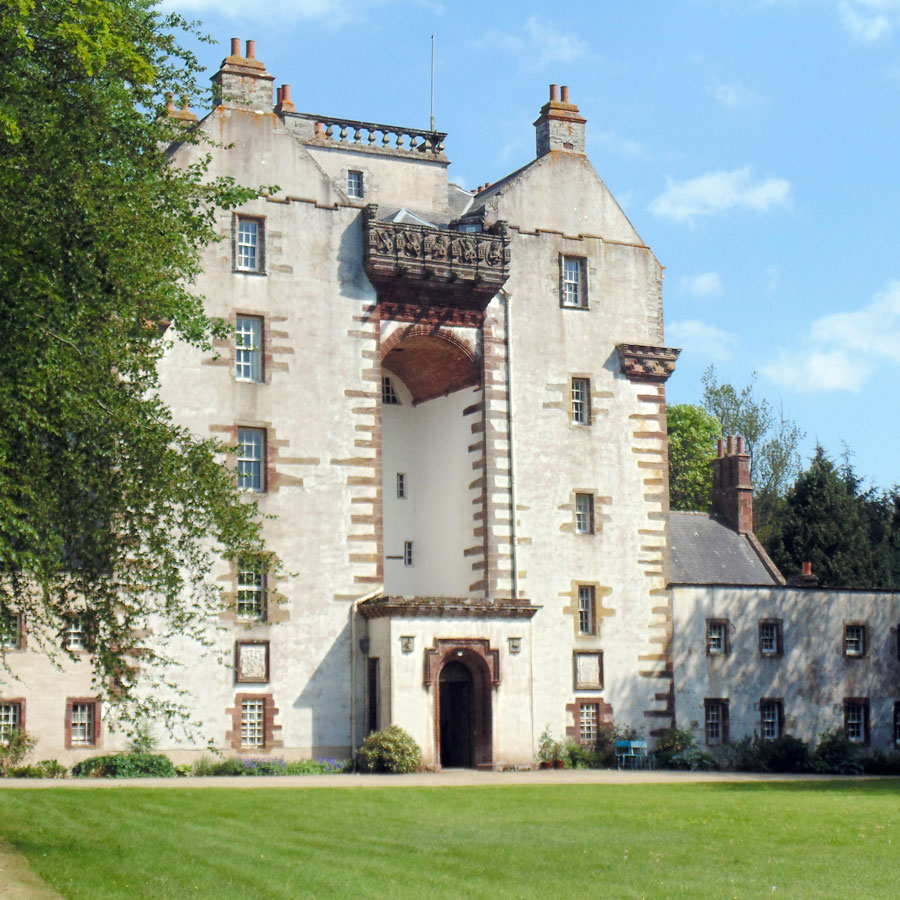
Craigston Castle

Craigston Castle ist eine Burg in der Nähe der Ortschaft Turriff in der schottischen Council Area Aberdeenshire und war einst der Sitz des Clan Urquhart. John Urquhart († 1631) aus Craigfintry, Tutor of Cromarty genannt, ließ sie in den Jahren 1604–1607 erbauen. Die Burg besteht aus zwei Hauptflügeln zu beiden Seiten des Eingangs, die durch einen gehobenen Bogen miteinander verbunden sind und durch eine Brüstung, die von vielen Konsolen getragen wird, gekrönt wird. An der oberen Ecke jedes der Flügel befindet sich das Fundament für einen Eckturm, aber die Türme selbst scheinen nie gebaut worden zu sein. Die Holzschnitzereien im Salon bilden biblische Themen und Wappen des Clan Urquhart ab.
Craigston Castle gehört zur „Bell-Gruppe“ der schottischen Burgen, die von Baumeistern namens Bell oder Bel entworfen wurden und laut H. Gordon Slade „zusammen vielleicht Schottlands schönste und herausstechendste Ausführung westlicher Architektur bilden“. Die Burg gehört heute noch der Familie Urquhart, deren Mitglieder darin wohnen. Der Clan kann seine Anfänge bis zu Adam Urquhart, im 14. Jahrhundert Sheriff von Cromarty, auch wenn Thomas Urquhart, der Übersetzer von François Rabelais, meint, dass die Familie durch „Termuth“, der nach seiner Darstellung Moses im Schilf fand, und viele weitere fantastische Vorfahren bis zu Adam und Eva zurückverfolgt werden könne.

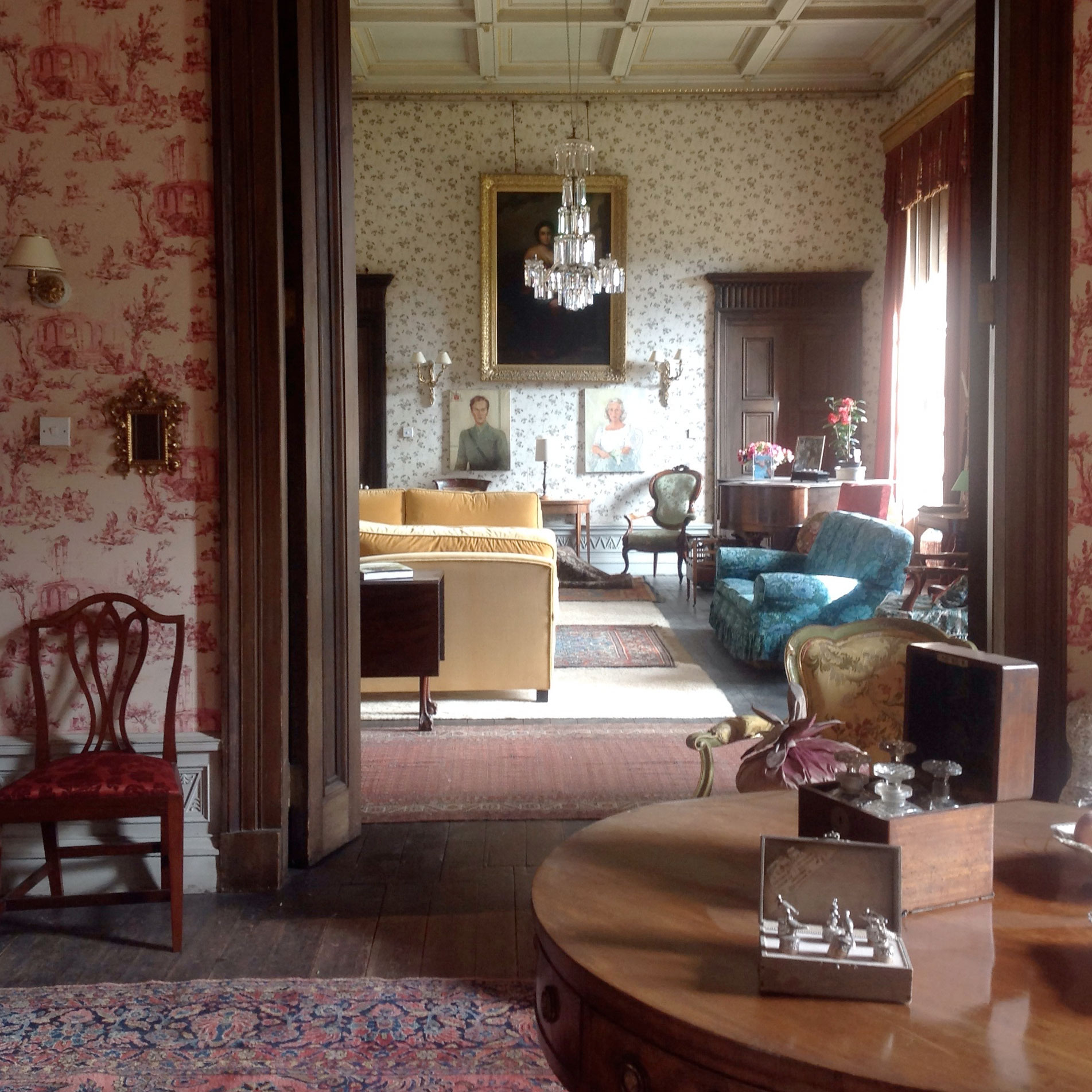
Salon von Craigston Castle

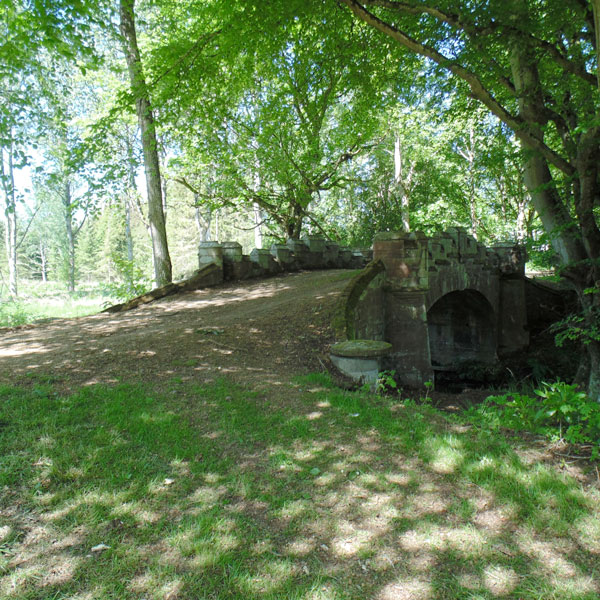
Anwesen von Craigston Castle

1657 verkauften die Urquharts die Burg, aber 1739 kaufte sie Captain John Urquhart, genannt „Der Pirat“ und Enkel des Erbauers, wieder zurück. Der neue Eigentümer ließ die beiden Flügel errichten und neue Gärten anlegen, allerdings nicht nach den Plänen des führenden Architekten der Zeit, William Adam, die dieser 1733 angefertigt hatte. In den 1830er-Jahren plante der Architekt John Smith, der auch Balmoral Castle entworfen hatte, einen grundlegenden Umbau der Burg, es wurde aber nur ein neuer Eingang realisiert. Historic Scotland hat Craigston Castle als historisches Bauwerk der Kategorie A gelistet. Die Familie Urquhart, die weiterhin dort wohnt, vermietet Räume für Hochzeiten und andere Veranstaltungen sowie als Wohnung.